# Molly Lewis
Molly Lewis est une siffleuse australienne née à Sydney.

## Biographie
Elle grandit entre Los Angeles et Mullumbimby.

## Discographie
- 2021 : The Forgotten Edge, EP